# Passiflora amethystina
Passiflora amethystina je biljka iz porodice Passifloraceae. Raste po Južnoj Americi.

## Vanjske poveznice
|  | Zajednički poslužitelj ima još gradiva o temi Passiflora amethystina |
|  | Wikivrste imaju podatke o taksonu Passiflora amethystina             |